# Museo de Sitio de Pomoná
El Museo de sitio de Pomoná se localiza en el interior de la zona arqueológica de Pomoná, en el municipio de Tenosique, en el estado mexicano de Tabasco, fue inaugurado en 1991 y cuenta con 120 piezas de piedra y barro que fueron descubiertas durante las exploraciones en esta ciudad maya.

## Descripción
El edificio del Museo de Sitio de Pomoná es el prototipo de una casa tradicional de rancho en Tabasco. Se edificó bajo la arquitectura que evoca a una casa tradicional con patio interior, cubierta de teja tipo marsellesca a cuatro aguas. El interior observa columnas esbeltas que permiten un dominio pleno del área. Cuenta con una sala de exhibición.
El diseño del edificio y guion museográfico son autoría del arqueólogo Roberto García Moll. Cuenta con una sala permanente con 120 objetos, ente los que destacan: estelas, elementos arquitectónicos, figurillas, lápida, vasos, cajetes, líticas, platos, metates, cuencos, ollas, jarras, entre otros.
Los objetos son distribuidos en 18 vitrinas y muebles tanto de madera como de fierro. Además de los muebles que exhiben las piezas arqueológicas, se cuenta con 21 carteles informativos que expone de forma breve y práctica acerca de la historia de los mayas.

## Acervo
En el museo se muestran, además de los objetos recuperados durante las exploraciones, una colección de piezas que brinda al visitante un panorama general de los hallazgos arqueológicos realizados en esa zona arqueológica. Aquí, el visitante puede conocer la historia de Pomoná, y apreciar como era la vida cotidiana de los antiguos mayas de estar región.
La colección del museo de sitio, incluye 120 piezas arqueológicas, entre las que destacan estelas y tableros mayas. Sobresalen los bajorrelieves en piedra caliza como la "Lápida del escribano", la estela con un alto dignatario, un mascarón del dios "Sol-Jaguar" del inframundo, los cuchillos excéntricos de pedernal, el busto del personaje maya, y la figura de un anciano con barba y gorro.
La exhibición permanente está formada por piezas que fueron descubiertas durante los trabajos de exploración de la zona arqueológica de Pomoná, durante las tres etapas que van de 1986 a 1988, además de una importante colección privada. Este acervo de 120 piezas contribuye a los conocimientos de las investigaciones mayas en el sitio.

## Servicios
Este museo cuenta con estacionamiento y sanitarios, y abre de lunes a domingo de 8:00 a 17:00 horas. 

## Cómo llegar
El museo se encuentra dentro de la zona arqueológica de Pomoná, la que se localiza a 39 km de la ciudad de Tenosique de Pino Suárez y a 249 al oriente de Villahermosa la capital del estado de Tabasco. Para llegar a ella debe tomarse la carretera federal N. 186 Villahermosa - Escárcega, hasta el entronque con la carretera federal N. 203 que conduce de la ciudad de Emiliano Zapata a Tenosique de Pino Suárez, y después de 45 km, tomar una desviación de 4 kilómetros en buenas condiciones.
De la Ciudad de México a la zona arqueológica de Pomoná hay una distancia por carretera de 1026 km, que se recorren en un tiempo de 13 horas con 20 minutos, aproximadamente.

## Galería de imágenes

Imágenes del Museo de Sitio de Pomoná
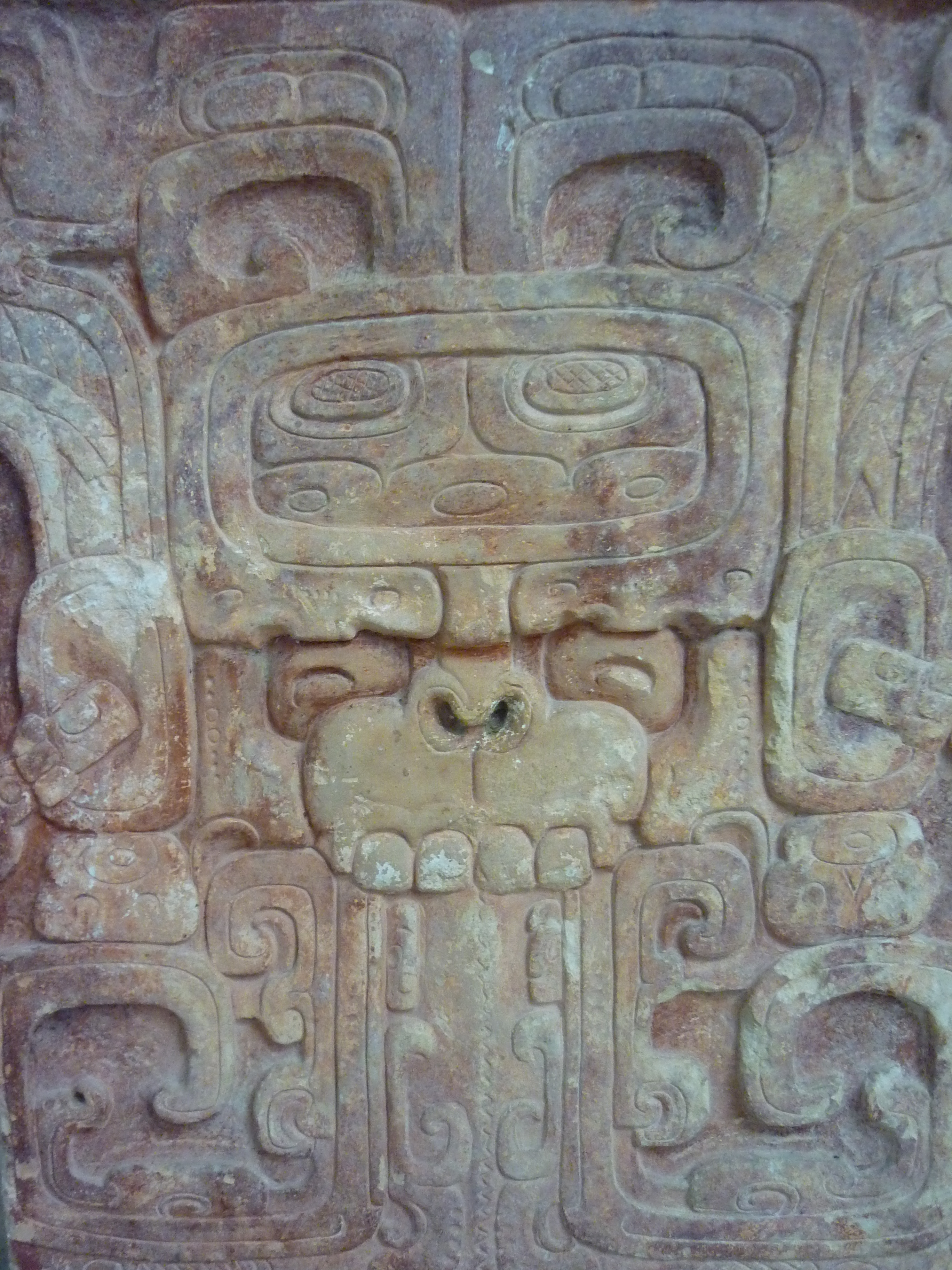
Mascarón del dios Sol-Jaguar
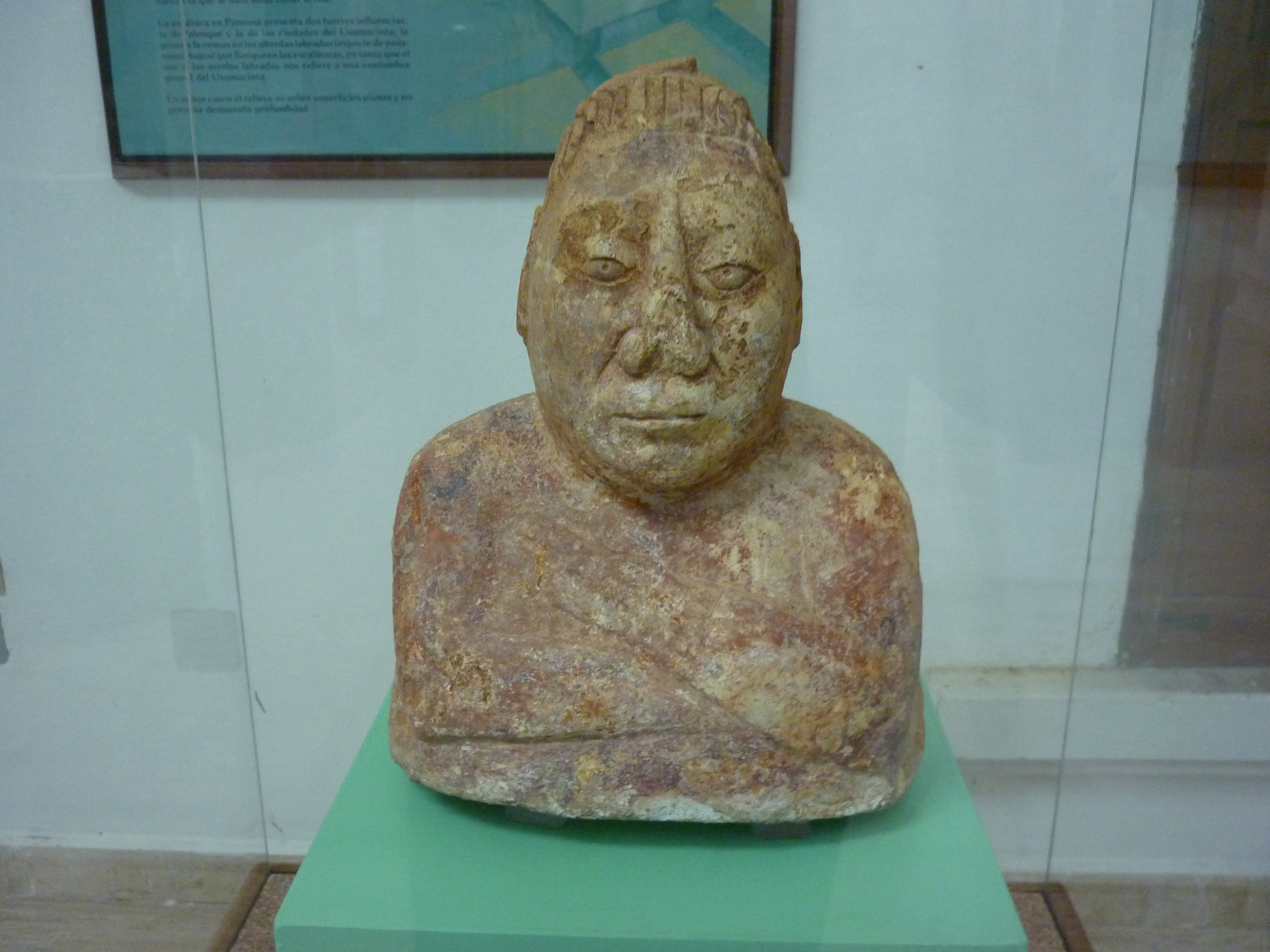
Busto de un personaje
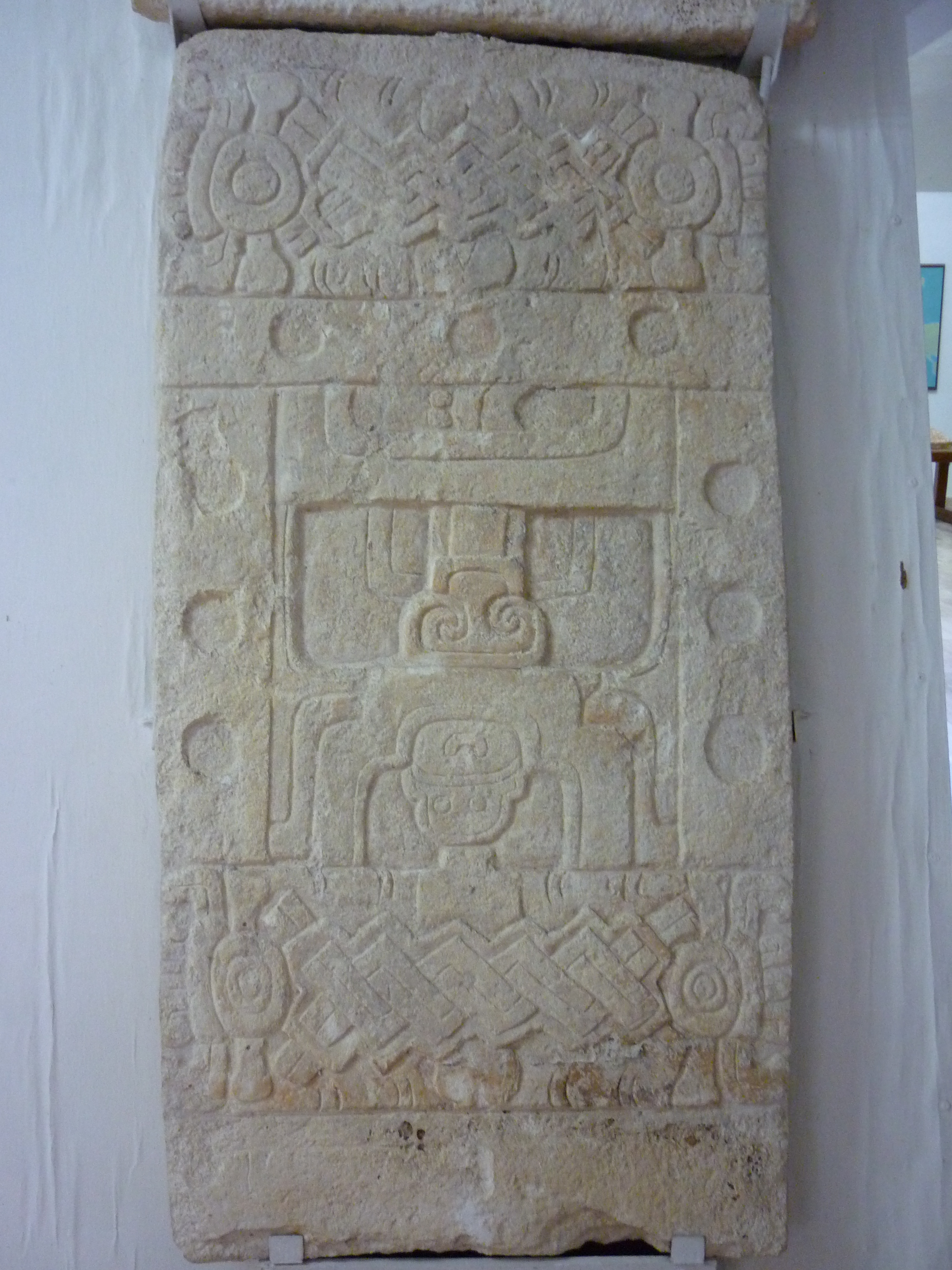
Tablero
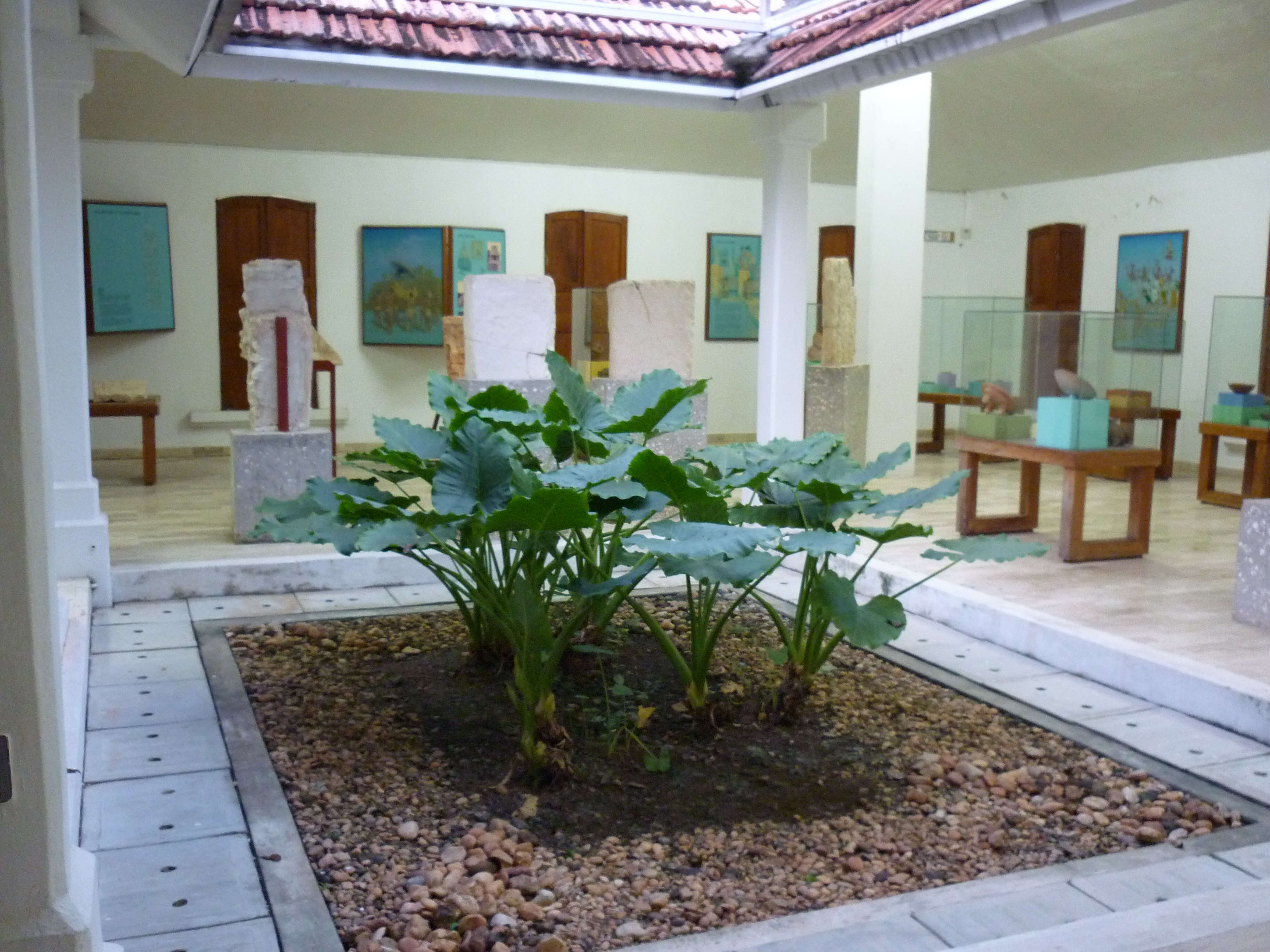
El interior del museo
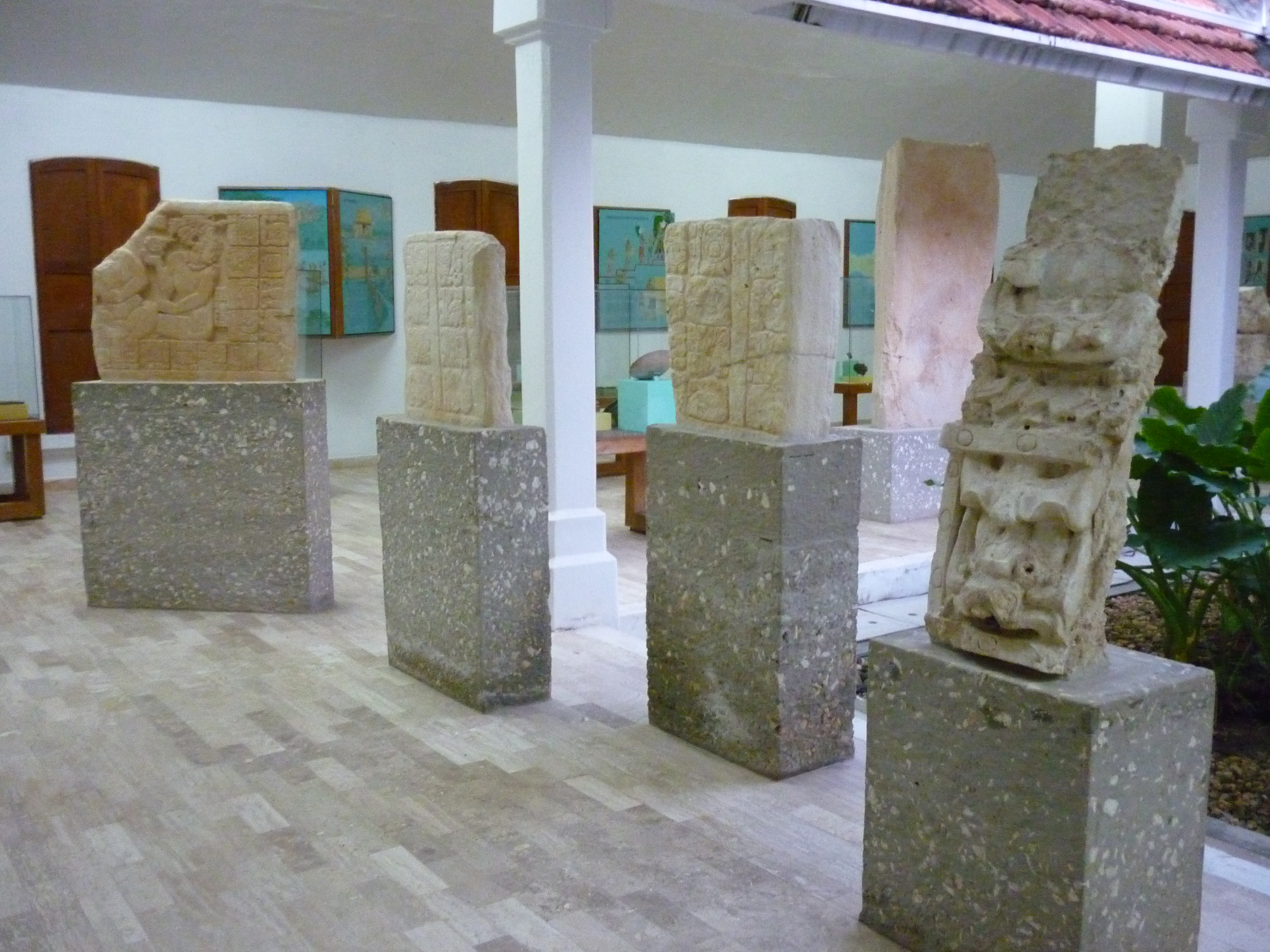
Piezas del museo